# Nick Hækkerup

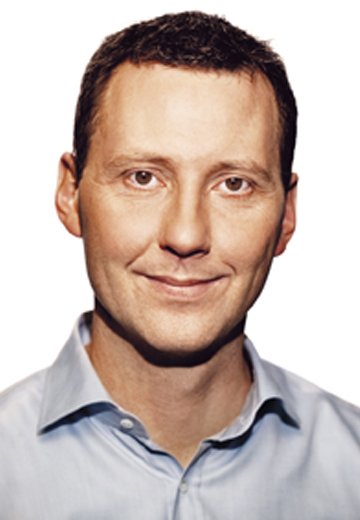
Nick Hækkerup (2010)

Nick Hækkerup (* 3. April 1968 in Fredensborg) ist ein dänischer ehemaliger Politiker der Sozialdemokraten. Im Laufe seiner Karriere war er Justiz-, Verteidigungs-, Europa- und Handels- sowie Gesundheitsminister.

## Leben

### Familie
Hækkerup stammt aus einer bekannten Politikerfamilie. Sein Vater Klaus Hækkerup war langjähriger Bürgermeister der Kommune Fredensborg-Humlebæk. Sein Großvater Per Hækkerup war Außen-, Handels- sowie Wirtschaftsminister in den 1960er und 1970er Jahren, während seine Großmutter Grete Hækkerup langjährige Abgeordnete im Folketing und Vizepräsidentin des Parlaments war. Sein Urgroßvater Hans Kristen Hækkerup war Bürgermeister von Ringsted Kommune und Abgeordneter im Folketing. Nick Hækkerups jüngerer Bruder Ole Hækkerup ist ebenfalls Abgeordneter und mit der ehemaligen Ministerin Karen Hækkerup verheiratet.
Sein Großonkel Hans Erling Hækkerup, der ältere Bruder Per Hækkerups, war viele Jahre Abgeordneter im Folketing sowie Justiz- und Innenminister in mehreren Regierungen, während sein Onkel Hans Hækkerup langjähriger Abgeordneter des Folketing sowie zwischen 1993 und 2000 ebenfalls Verteidigungsminister war.

### Berufliche und politische Laufbahn
Nach dem Schulbesuch begann Hækkerup 1988 ein Studium der Rechtswissenschaften an der Universität Kopenhagen und schloss dieses 1994 ab. Nach einer anschließenden kurzen Tätigkeit als Mitarbeiter am Obersten Steuergericht (Landsskatteretten) war er zwischen 1994 und 1998 Doktorand an der Universität Kopenhagen und schloss dort seine Promotion 1998 zum Thema Kontrol og sanktioner i EF-retten (Kontrollen und Sanktionen im EG-Recht) ab. Danach war er zwischen 1998 und 2000 als außerordentlicher Professor an der Universität Kopenhagen tätig.
Bereits während seiner Promotion begann er sein politisches Engagement in der Kommunalpolitik und war von 1994 bis November 2007 Mitglied im Stadtrat der Kommune Hillerød, von 2000 bis 2007 als Bürgermeister dieser Kommune. 2004 wurde er Mitglied des Vorstandes von Atlantsammenslutningen, einer dänischen Organisation, die sich mit Sicherheitspolitik in NATO, EU, OSZE und UNO befasst.
Hækkerup, der 2005 Vizevorsitzender der Sozialdemokraten wurde, wurde bei der Folketingswahl 2007 erstmals als Abgeordneter in das Folketing gewählt und vertrat dort seither den Wahlkreis Nordsjællands Storkreds. Er arbeitete in den Ausschüssen für Finanzen und Steuern und fungierte als stellvertretendes Mitglied in den Ausschüssen für Recht und Kommunen. Außerdem wirkte er in der sozialdemokratischen Fraktion als Sprecher für Steuerpolitik.
In seine Zeit als Justizminister fällt ein Vertrag über Anmietung von Haftplätzen in Gjilan (Kosovo), um dänische Gefängnisse zu entlasten.
2022 zog sich Hækkerup vollkommen aus der Politik zurück, um einen Posten als Direktor der Bryggeriforeningen (deutsch Brauereiverband) anzutreten, einer dänischen Interessenvertretung für Bierproduzenten und Produzenten alkoholfreier Getränke.